# Josef Hrdlička

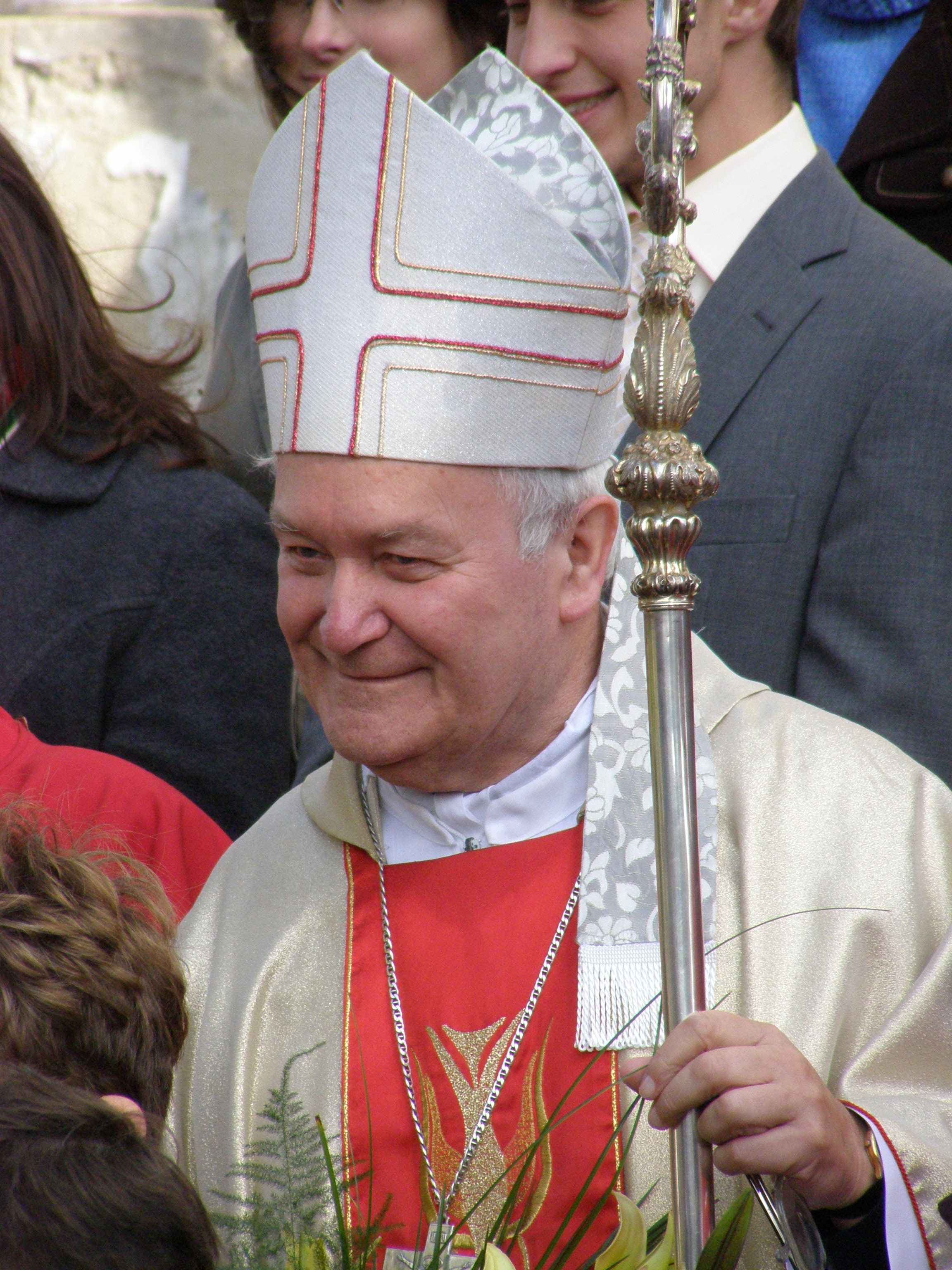
Josef Hrdlička

Wappen

Josef Hrdlička (* 19. Januar 1942 in Velké Opatovice) ist ein tschechischer römisch-katholischer Geistlicher und emeritierter Weihbischof in Olmütz.

## Leben
Josef Hrdlička empfing am 1. Juli 1972 die Priesterweihe.
Papst Johannes Paul II. ernannte ihn am 17. März 1990 zum Weihbischof in Olmütz und Titularbischof von Thunudruma. Der Erzbischof von Olmütz, František Vaňák, spendete ihm am 7. April desselben Jahres die Bischof; Mitkonsekratoren waren Vojtěch Cikrle, Bischof von Brünn, und Karel Otčenášek, Bischof von Königgrätz. Als Wahlspruch wählte er Vos dixi amicos.
Papst Franziskus nahm am 1. Februar 2017 seinen altersbedingten Rücktritt an.